# Reaktionsquotient
Der Reaktionsquotient {\displaystyle Q_{r}(t)} ist für eine chemische Reaktion {\displaystyle |\nu _{A}|{\rm {A{}+|\nu _{B}|{\rm {B{}+{\text{...}}\rightleftharpoons \;\nu _{R}{\rm {R{}+\nu _{S}{\rm {S{}+{\text{...}}}}}}}}}}} der Quotient der zur Zeit {\displaystyle t} instantan vorliegenden Aktivitäten {\displaystyle a_{i}(t)} der Stoffe {\displaystyle i} potenziert mit den (positiven und negativen) {\displaystyle \nu _{i}}:
{\displaystyle Q_{r}(t)=\prod _{i}a_{i}(t)^{\nu _{i}},}
wobei {\displaystyle \nu _{i}} die stöchiometrischen Koeffizienten der an der Reaktion beteiligten Stoffe sind.
In einem geschlossenen System geht der Reaktionsquotient für große Zeiten aufgrund des Erreichens des chemischen Gleichgewichts in die Gleichgewichtskonstante über {\displaystyle \lim _{t\to \infty }Q_{r}(t)=K}, die aus dem Massenwirkungsgesetz resultiert. Während die Gleichgewichtskonstante nur für den Fall des chemischen Gleichgewichts definiert ist, kann der Reaktionsquotient immer angegeben werden und beschreibt den Zustand des Systems unabhängig davon, ob es sich im Gleichgewicht befindet. Der sowohl mit relativen als auch mit absoluten Aktivitäten formulierbare Reaktionsquotient sagt dabei aus, in welche Richtung eine Reaktion bevorzugt ablaufen muss, damit das reagierende System das Gleichgewicht erreicht:
{\displaystyle Q_{r}<K}: Die Aktivität der Produkte ist im Vergleich zum Gleichgewicht erniedrigt. Um das Gleichgewicht zu erreichen, muss die Hinreaktion häufiger ablaufen.
{\displaystyle Q_{r}>K}: Die Aktivität der Produkte ist im Vergleich zum Gleichgewicht erhöht. Um das Gleichgewicht zu erreichen, muss die Rückreaktion häufiger ablaufen.
{\displaystyle Q_{r}=K}: Die Reaktionsmischung befindet sich im chemischen Gleichgewicht.

## Fall der Verwendung relativer Aktivitäten
Hier wird auf den Fall der Verwendung relativer Aktivitäten eingegangen, welcher häufig anzutreffen ist.
Für die absolute freie Enthalpieänderung (bei konstantem Druck, konstanter Temperatur, ohne äußere Felder) gilt:
{\displaystyle \Delta G=\sum _{i}\nu _{i}\mu _{i}=\sum _{i}\nu _{i}(\mu _{i}-\mu _{i}^{\circ }+\mu _{i}^{\circ })=\sum _{i}\nu _{i}\mu _{i}^{\circ }+\sum _{i}\nu _{i}(\mu _{i}-\mu _{i}^{\circ }),}
wobei {\displaystyle \mu _{i}} das absolute chemische Potential ist und {\displaystyle \circ } einen mischphasenthermodynamischen Referenzzustand repräsentiert, in dem sich die Komponente {\displaystyle i} wie ein Reinstoff verhält. Anders ausgedrückt ergibt sich:
{\displaystyle \exp(\beta \Delta G)=\prod _{i}\exp(\beta (\mu _{i}-\mu _{i}^{\circ }))^{\nu _{i}}\exp(\beta \mu _{i}^{\circ })^{\nu _{i}}},
wobei {\displaystyle \beta =1/(k_{B}T)} ist.
Unter Benutzung der Definition der relativen Aktivität erhält man:
{\displaystyle \exp(\beta \Delta G)=\prod _{i}a_{i}^{\nu _{i}}\exp(\beta \mu _{i}^{\circ })^{\nu _{i}}}
Daher gilt dann:
{\displaystyle \exp(\beta \Delta G)=Q_{r}\exp \left(\beta \sum _{i}\nu _{i}\mu _{i}^{\circ }\right)}, beziehungsweise:
{\displaystyle Q_{r}=\exp(\beta (\Delta G-\Delta G^{\circ }))}
Will man das Gleichgewicht betrachten ({\displaystyle \Delta G=0}), so hat man dies erreicht, wenn {\displaystyle Q_{r}=\exp(-\beta \Delta G^{\circ })}, in diesem Fall entspricht {\displaystyle Q_{r}=K}, da man im Gleichgewicht ist. Somit gilt:
{\displaystyle K=\exp \left(-{\frac {\Delta G^{\circ }}{k_{B}T}}\right)}.
Zwischen dem Reaktionsquotient und der Gleichgewichtskonstante besteht der Zusammenhang:
{\displaystyle \Delta G(t)=k_{B}T\ln \left({\frac {Q_{r}(t)}{K}}\right)}

## Fall der Verwendung absoluter Aktivitäten
Für den Fall, dass absolute Aktivitäten {\displaystyle \lambda _{i}} verwendet werden um den Reaktionsquotient aufzustellen, gilt im Gleichgewicht (wie auch im Falle relativer Aktivitäten {\displaystyle \Delta G=0}):
Daher gilt dann:
{\displaystyle K=Q_{r}=\prod _{i}\lambda _{i}^{\nu _{i}}=\exp(\beta \underbrace {\Delta G} _{=0})=1}
Im Gleichgewicht ist {\displaystyle \Delta G=0} und stets {\displaystyle Q=K=1}.
Man beachte für den Fall der Verwendung relativer Aktivitäten bedeutet {\displaystyle Q_{r}=1}(relative Aktivitäten) nicht wie hier, dass man sich im Gleichgewicht befindet.